# Neuquenraptor
Neuquenraptor (що означає «неукенський мисливець») — рід динозаврів дромеозавридів, які мешкали в Південній Америці в пізньому крейдяному періоді в нинішній формації Портесуело в Аргентині. Це один із перших дромеозавридів, знайдених у південній півкулі.

## Відкриття та найменування

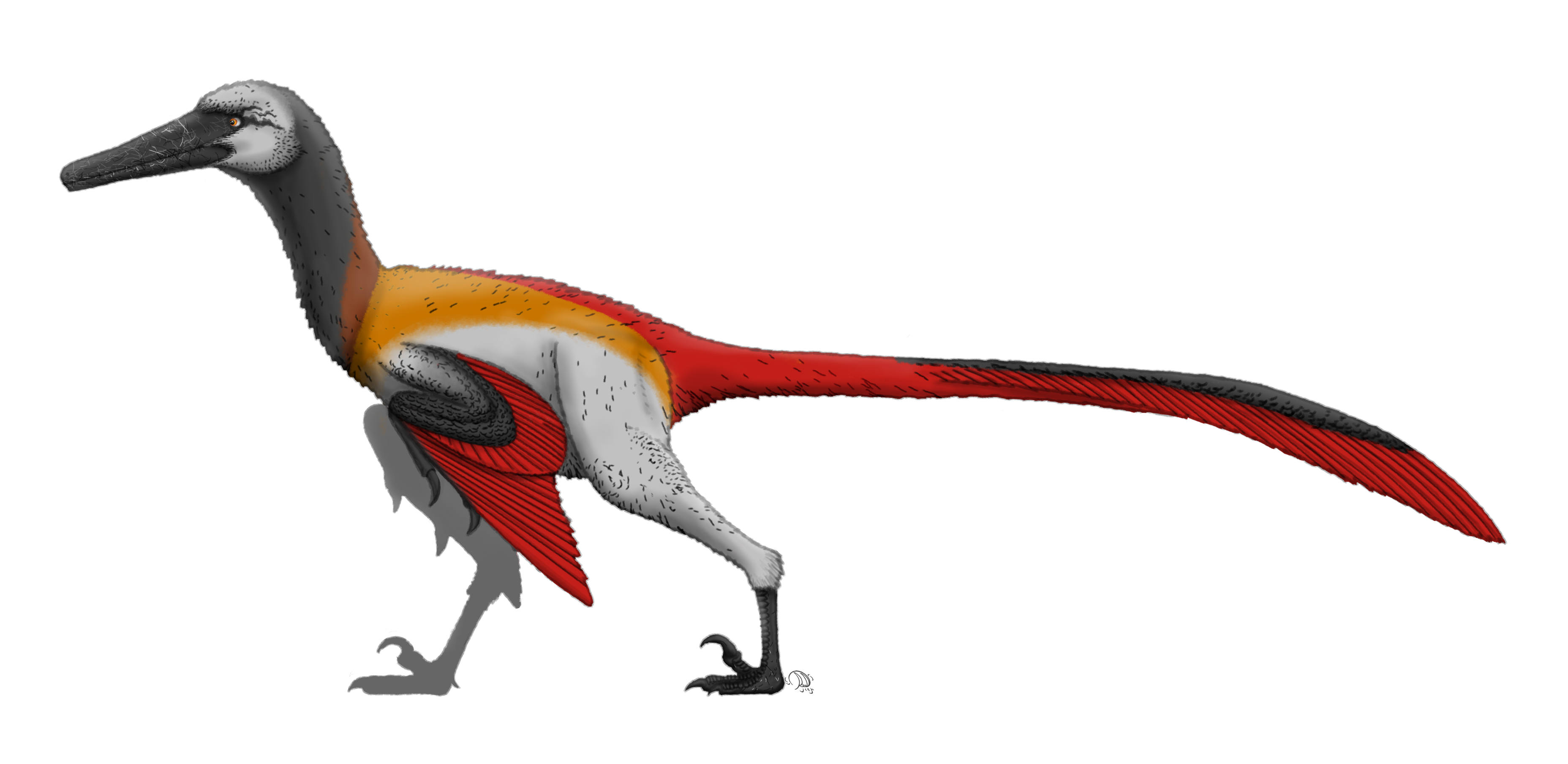
Художнє представлення

У січні 1996 року рештки Neuquenraptor були знайдені біля Plaza Huincul у Сьєрра-дель-Портесуело, і того ж року повідомили про них. У 1997 році було виявлено, що передбачувана назва — «Araucanoraptor argentinus». У 1999 році він був попередньо описаний як член Troodontidae. Однак у 2005 році Фернандо Новас з Музею природничих наук Бернардіно Рівадавії та Дієго Пол з Університету штату Огайо назвали його типовим видом Neuquenraptor argentinus і описали його як дромеозаврида. У родовій назві Neuquén поєднується з провінцією Neuquen і басейном північної Патагонії, Аргентина, з латинським словом raptor, що означає «злодій». Видова назва стосується Аргентини.

## Опис
Відомі останки, голотип MCF-PVPH 77, були виявлені в шарах формації Портесуело, що датуються коньяком. Він складається лише з лівої стопи, деяких фрагментів шийних хребців, ребер, шевронів хвоста та променевої кістки.
За оцінками, Neuquenraptor мав довжину 1,8—3,5 м і важив 75 кг. Він був більшим, ніж його близький родич Buitreraptor, рід, з яким він мав деякі остеологічні та фізичні подібності.